# Carl Thiel (Maler)
Carl Thiel (* 30. Januar 1835 in Köln; † 25. Januar 1900 in Aachen) war ein deutscher Historien- und Genremaler der Düsseldorfer Schule.

## Leben
Thiel war der Sohn des Advokaten Christian Georg Thiel und dessen Ehefrau Julie geborene Kölnig.
In den Jahren 1852 bis 1854 studierte Thiel an der Kunstakademie Düsseldorf Malerei. Dort waren Rudolf Wiegmann, Karl Ferdinand Sohn und  der Akademiedirektor Wilhelm von Schadow, der sein Betragen als „selbstgefällig“ tadelte, seine Lehrer. Thiel lebte in Düsseldorf, wo er mit Ernst Bosch, Robert Cauer dem Älteren und Hubert Salentin zusammenwohnte, und war Mitglied des Künstlervereins Malkasten.
Als sein bekanntestes Gemälde gilt das 1862 auf der Berliner Akademie-Ausstellung präsentierte Bild Die Ausstellung der Leiche Raffaels, das heute unter dem Titel The Death of Raffael zu den Beständen der Cartwright Hall Art Gallery in Bradford zählt. Von dem Bild fertigte der Düsseldorfer Porträtmaler und Fotograf Matthias Radermacher eine Reproduktion.